# Chironomus armatifrons
Chironomus armatifrons är en tvåvingeart som först beskrevs av Jean-Jacques Kieffer 1913. Chironomus armatifrons ingår i släktet Chironomus och familjen fjädermyggor.
Artens utbredningsområde är Myanmar. Inga underarter finns listade i Catalogue of Life.